# Saison 2020-2021 des Coyotes de l'Arizona
 (juillet 2021).
Les normes d'accessibilité du Web doivent être respectées sur les articles liés au hockey sur glace.
Les articles possédant ce bandeau sont listés dans la catégorie:Article hockey sur glace non accessible.
Les points d'amélioration suivants sont les cas les plus fréquents :
- Tableaux de données : utiliser les modèles préformatés déjà disponibles ou consulter l'aide ;
- Listes à puces : les listes à puces sont créées grâces aux astérisques. Il ne doit pas y avoir de ligne vide entre deux astérisques ;
- Langue : tout changement de langue doit être signalé grâce au modèle {{langue}} ou au paramètrelangue=quand le modèle {{Lien web}} est utilisé dans les références ;
- Alternative textuelle : toute image doit être accompagnée d'une description sommaire (à ne pas confondre avec la légende).

Voir aussi Wikipédia:Atelier accessibilité/Bonnes pratiques.
Nota : ce bandeau ne concerne pas les problèmes d'accessibilité dus aux modèles utilisés.
Autres saisons
Saison précédente Saison suivante
La saison 2020-2021 des Coyotes de l'Arizona est la 42e saison de hockey sur glace jouée par la franchise dans la Ligue nationale de hockey. Cette saison est particulière, à cause de la pandémie de la Covid-19, débute en janvier et se dispute sur un calendrier condensé de 56 matchs.

## Avant-saison

### Contexte
Depuia la saison 2011-2012, les Coyotes ne sont plus parvenus à se qualifier pour les Séries éliminatoires. Lors de la saison 2019-2020, ils y arrivent grâce à un bon équilibre entre les joueurs expérimentés, un duo de gardien stable et les jeunes joueurs talentueux. L'objectif pour cette nouvelle saison est donc de poursuivre cette progression. Les Coyotes enregistrent le départ de plusieurs joueurs expérimentés : Taylor Hall, Brad Richardson, Carl Söderberg et Vincent Hinostroza. Pour guider les jeunes joueurs, Arizona embauche Tyler Pitlick, Johan Larsson et Derick Brassard.

### Mouvements d’effectifs

#### Transactions
| Date             | Acquisition des Coyotes | Partenaire d'échange  | Acquisition du partenaire                                   |
| ---------------- | --- | --------------------- | ----------------------------------------------------------- |
| 26 décembre 2020 | un choix de deuxième ronde au repêchage de 2021 | Sénateurs d'Ottawa    | Derek Stepan                                                |
| 17 juillet 2021  | Josef Kořenář et un choix de deuxième tour au repêchage de 2022 | Sharks de San José    | Adin Hill et un choix de septième tour au repêchage de 2022 |
| 17 juillet 2021  | Andrew Ladd, un choix de deuxième tour au repêchage de 2021, un choix conditionnel de deuxième tour au repêchage de 2022 et un choix conditionnel de troisième tour au repêchage de 2023 | Islanders de New York | Considérations futures                                      |

#### Signatures d'agent libre
| Joueur              | Date             | Ancienne franchise     | Durée du contrat |
| John Hayden         | 9 octobre 2020   | Devils du New Jersey   | 1 an             |
| Tyler Pitlick       | 9 octobre 2020   | Flyers de Philadelphie | 2 ans            |
| Johan Larsson       | 10 octobre 2020  | Sabres de Buffalo      | 2 ans            |
| Dryden Hunt         | 10 octobre 2020  | Panthers de la Floride | 1 an             |
| Drake Caggiula      | 21 décembre 2020 | Blackhawks de Chicago  | 1 an             |
| Derick Brassard     | 30 décembre 2020 | Islanders de New York  | 1 an             |
| Frédérik Gauthier   | 11 janvier 2021  | Maple Leafs de Toronto | 1 an             |
| Vladislav Provolnev | 19 mars 2021     | Severstal Tcherepovets | 1 an             |
| Ty Emberson         | 7 avril 2021     | Badgers du Wisconsin   | 3 ans            |
| Karel Vejmelka      | 4 mai 2021       | HC Kometa Brno         | 1 an             |
| Ben McCartney       | 27 mai 2021      | Wheat Kings de Brandon | 3 ans            |
| Liam Kirk           | 18 juin 2021     | Petes de Peterborough  | 3 ans            |

#### Départs d'agent libre
| Joueur             | Date             | Franchise suivante     |
| Vincent Hinostroza | 9 octobre 2020   | Panthers de la Floride |
| Taylor Hall        | 11 octobre 2020  | Sabres de Buffalo      |
| Brad Richardson    | 12 octobre 2020  | Predators de Nashville |
| Dane Birks         | 18 novembre 2020 | Nailers de Wheeling    |
| Carl Söderberg     | 26 décembre 2020 | Blackhawks de Chicago  |
| Robbie Russo       | 12 janvier 2021  | Barracuda de San José  |

#### Prolongations de contrat
| Joueur             | Date          | Durée du contrat |
| Ilia Lioubouchkine | 19 avril 2021 | 1 an             |

#### Résiliations de contrat
| Joueur          | Date            |
| Michael Grabner | 3 octobre 2020  |
| Mitchell Miller | 29 octobre 2020 |

#### Départ au ballotage
| Joueur         | Date         | Nouvelle équipe   |
| Drake Caggiula | 9 avril 2021 | Sabres de Buffalo |

#### Retrait de la compétition
| Joueur       | Date         |
| ------------ | ------------ |
| Beau Bennett | 25 juin 2021 |

### Joueurs repêchés
Les Coyotes ayant échangé leur premier choix, ils ne sélectionnent personne au premier tour. La liste des joueurs repêchés en 2020 par les est la suivante :
| Ronde | Choix | Nom             | Poste         | Nationalité | Équipe précédente               |
| ----- | ----- | --------------- | ------------- | ----------- | ------------------------------- |
| 4     | 111   | Mitchell Miller | Défenseur     | États-Unis  | Storm de Tri-City (USHL)        |
| 5     | 142   | Carson Bantle   | Ailier gauche | États-Unis  | Huskies de Michigan Tech (NCAA) |
| 6     | 173   | Filip Barklund  | Centre        | Suède       | Örebro HK Jr. (SuperElit)       |
| 7     | 192   | Elliot Ekefjard | Ailier droit  | Suède       | Malmö Redhawks Jr. (SuperElit)  |
| 7     | 204   | Ben McCartney   | Ailier gauche | Canada      | Wheat Kings de Brandon (LHOu)   |

1. ↑  Après plusieurs déclarations controversée de sa part, les Coyotes décident de renoncer aux droits de Mitchell Miller le 29 octobre 2020[24]
2. ↑  Choix acquis le 7 octobre 2020 lors d’un échange avec les Devils. L'Arizona cède un choix de septième ronde en 2021[28]

Les Coyotes ont également cédé deux de leurs choix de base et sanctionné d'un choix : 
- le 18e, un choix de première ronde aux Devils du New Jersey le 16 décembre 2019, en compagnie de Kevin Bahl, de Nicholas Merkley, de Nate Schnarr et d'un choix de troisième ronde en 2021. Les Devils cèdent Taylor Hall et Blake Speers[29].
- le 49e, un choix de deuxième ronde annulé par la ligue le 26 août 2020 à la suite d'une sanction de pénalité en raison de violations de la politique de test d'évaluation des espoirs durant la saison 2019-2020. Cette pénalité comprend aussi la confiscation d'un choix de première ronde en 2021[30].
- le 80e, un choix de troisième ronde aux Flames de Calgary. Ces derniers acquièrent ce choix le 6 octobre 2020 en compagnie d'un choix de première ronde en 2020 (24e au total), lors d’un échange avec les Capitals. Calgary cèdent en retour un choix de première ronde en 2020 (22e au total)[31]. Les Capitals ont précédemment acquis ce choix le 28 juin 2019 en compagnie de Scott Kosmachuk, et d'un choix de deuxième ronde en 2020 (56e au total), lors d'un échange avec l'Avalanche. Washington cède en retour d'André Burakovsky[32]. L'Avalanche acquis ce choix précédemment le 25 juin 2019 en compagnie de Kevin Connauton, lors d'un échange avec les Coyotes. Le Colorado cède en retour Carl Söderberg[33]

## Composition de l'équipe
L'équipe 2020-2021 des Coyotes est entraînée par Richard Tocchet, assisté de Phillip Housley, Cory Stillman, John MacLean, Jay Varady et Corey Schwab ; le directeur général de la franchise est William Armstrong.
Les joueurs utilisés depuis le début de la saison sont inscrits dans le tableau ci-dessous. Les buts des séances de tir de fusillade ne sont pas comptés dans ces statistiques.
En raison de la pandémie, certains joueurs font partie d’un encadrement élargis, mais ne disputent pas de matchs
Certains des joueurs ont également joué des matchs avec l'équipe associée aux : les Roadrunners de Tucson, franchise de la Ligue américaine de hockey.
| No | Nationalité | Joueur         | PJ | V  | D  | DP | Min   | BC | BL | Moy  | %Arr | A | Pun | Commentaire           |
| -- | ----------- | -------------- | -- | -- | -- | -- | ----- | -- | -- | ---- | ---- | - | --- | --------------------- |
| 31 | Canada      | Adin Hill      | 19 | 9  | 9  | 1  | 1 005 | 46 | 2  | 2,74 | 91,3 | 0 | 0   |                       |
| 32 | Finlande    | Antti Raanta   | 12 | 5  | 5  | 2  | 678   | 38 | 0  | 3,36 | 90,5 | 0 | 0   |                       |
| 35 | Canada      | Darcy Kuemper  | 27 | 10 | 11 | 3  | 1 546 | 66 | 2  | 2,56 | 90,7 | 0 | 4   |                       |
| 50 | Russie      | Ivan Prosvetov | 3  | 0  | 1  | 0  | 130   | 9  | 0  | 4,15 | 82,4 | 0 | 0   |                       |
|    | Canada      | David Tendeck  | 0  | 0  | 0  | 0  | 0     | 0  | 0  | 0    | 0    | 0 | 0   | assigné au taxi-squad |

| No | Nationalité | Joueur               | PJ | B  | A  | Pts | Pun | Commentaire               |
| -- | ----------- | -------------------- | -- | -- | -- | --- | --- | ------------------------- |
| 4  | Suède       | Niklas Hjalmarsson   | 41 | 0  | 5  | 5   | 18  | A - assistant capitaine   |
| 6  | États-Unis  | Jakob Chychrun       | 56 | 18 | 23 | 41  | 42  |                           |
| 23 | Suède       | Oliver Ekman-Larsson | 46 | 3  | 21 | 24  | 32  | C - capitaine de l'équipe |
| 33 | États-Unis  | Alexander Goligoski  | 56 | 3  | 19 | 22  | 14  |                           |
| 42 | États-Unis  | Aaron Ness           | 1  | 0  | 0  | 0   | 0   |                           |
| 46 | Russie      | Ilia Lioubouchkine   | 42 | 1  | 1  | 2   | 0   |                           |
| 55 | Canada      | Jason Demers         | 41 | 0  | 4  | 4   | 26  |                           |
| 75 | Canada      | Kyle Capobianco      | 2  | 0  | 0  | 0   | 0   |                           |
| 77 | Suède       | Victor Söderström    | 4  | 1  | 1  | 2   | 0   |                           |
| 79 | États-Unis  | Jordan Gross         | 7  | 0  | 3  | 3   | 2   |                           |
| 82 | États-Unis  | Jordan Oesterle      | 43 | 1  | 10 | 11  | 10  |                           |

| No | Nationalité        | Joueur            | Poste | PJ | B  | A  | Pts | Pun | Commentaire                                 |
| -- | ------------------ | ----------------- | ----- | -- | -- | -- | --- | --- | ------------------------------------------- |
| 8  | États-Unis         | Nick Schmaltz     | C     | 52 | 10 | 22 | 32  | 16  |                                             |
| 9  | États-Unis         | Clayton Keller    | AD    | 56 | 14 | 21 | 35  | 18  |                                             |
| 15 | États-Unis         | John Hayden       | C     | 29 | 2  | 3  | 5   | 37  |                                             |
| 16 | Canada             | Derick Brassard   | C     | 53 | 8  | 12 | 20  | 12  | A - assistant capitaine                     |
| 17 | États-Unis         | Tyler Pitlick     | C     | 38 | 6  | 5  | 11  | 16  |                                             |
| 18 | États-Unis         | Christian Dvorak  | C     | 56 | 17 | 14 | 31  | 12  |                                             |
| 22 | Suède              | Johan Larsson     | AG    | 52 | 8  | 6  | 14  | 24  |                                             |
| 24 | États-Unis         | Hudson Fasching   | AD    | 5  | 0  | 0  | 0   | 0   |                                             |
| 26 | Canada             | Michael Chaput    | C     | 13 | 0  | 0  | 0   | 10  |                                             |
| 28 | Canada             | Dryden Hunt       | AG    | 26 | 3  | 5  | 8   | 4   |                                             |
| 29 | Canada             | Barrett Hayton    | C     | 14 | 2  | 1  | 3   | 0   |                                             |
| 34 | Canada             | Frédérik Gauthier | C     | 2  | 0  | 0  | 0   | 2   |                                             |
| 36 | États-Unis         | Christian Fischer | AD    | 52 | 3  | 8  | 11  | 6   |                                             |
| 58 | Canada             | Michael Bunting   | AG    | 21 | 10 | 3  | 13  | 12  |                                             |
| 67 | Canada             | Lawson Crouse     | AG    | 51 | 4  | 9  | 13  | 46  |                                             |
| 73 | République tchèque | Jan Jenik         | AD    | 2  | 2  | 0  | 2   | 0   |                                             |
| 81 | États-Unis         | Philip Kessel     | AD    | 56 | 20 | 23 | 43  | 12  |                                             |
| 83 | États-Unis         | Conor Garland     | AD    | 49 | 12 | 27 | 39  | 26  |                                             |
| 91 | Canada             | Drake Caggiula    | C     | 27 | 1  | 6  | 7   | 15  | A fini la saison avec les Sabres de Buffalo |
| 93 | Canada             | Lane Pederson     | C     | 15 | 1  | 2  | 3   | 2   |                                             |

## La saison régulière

### Match après match
Cette section présente les résultats de la saison régulière qui s'est déroulée du 13 janvier au 12 mai. Le calendrier de cette dernière est annoncé par la ligue le 23 décembre 2020.
Nota : les résultats sont indiqués dans la boîte déroulante ci-dessous afin de ne pas surcharger l'affichage de la page. La colonne « Fiche » indique à chaque match le parcours de l'équipe au niveau des victoires, défaites et défaites en prolongation ou lors de la séance de tir de fusillade (dans l'ordre). La colonne « Pts » indique les points récoltés par l'équipe au cours de la saison. Une victoire rapporte deux points et une défaite en prolongation, un seul.
| No | Date   | Adversaire     | Lieu        | Score    | Buteur(s) des Coyotes | Fiche   | Pts | Gardien de but | Patinoire          | Résumé     |
| -- | ------ | -------------- | ----------- | -------- | --- | ------- | --- | -------------- | ------------------ | ---------- |
| 1  | 14/1   | Sharks         | Glendale    | 4–3 (TF) | Garland (Dvorak - Chychrun) · Keller (Garland - Chychrun) · Kessel (Gologoski - Keller) · TF : Schmaltz - Garland - Keller                          | 0–0–1   | 1   | Kuemper        | Gila River Arena   | [ fdm 1 ]  |
| 2  | 16/1   | Sharks         | Glendale    | 3–5      | Kessel (Ekman-Larsson) Hayton (Garland - Schmaltz) Kessel (Ekman-Larsson - Dvorak) Chychrun (Brassard) Keller (Ekman-Larsson - Brassard)            | 1–0–1   | 3   | Raanta         | Gila River Arena   | [ fdm 2 ]  |
| 3  | 18/1 4 | Golden Knights | Las Vegas   | 2–4      | Pitlick Schmaltz (Chychrun - Brassard) | 1–1–1   | 3   | Kuemper        | T-Mobile Arena     | [ fdm 3 ]  |
| 4  | 20/1 5 | Golden Knights | Las Vegas   | 2–5      | Schmaltz (Caggiula) Kessel (Chychrun - Dvorak) | 1–2–1   | 3   | Kuemper        | T-Mobile Arena     | [ fdm 4 ]  |
| 5  | 22/1   | Golden Knights | Glendale    | 2–5      | Dvorak (Garland) Brassard (Pitlick - Dvorak) | 2–2–1   | 5   | Kuemper        | Gila River Arena   | [ fdm 5 ]  |
| 6  | 24/1   | Golden Knights | Glendale    | 1–0      | | 2–3–1   | 5   | Kuemper        | Gila River Arena   | [ fdm 6 ]  |
| 7  | 26/1   | Ducks          | Glendale    | 1–0      | | 2–4–1   | 5   | Kuemper        | Gila River Arena   | [ fdm 7 ]  |
| 8  | 28/1   | Ducks          | Glendale    | 2–3      | Dvorak (Chychrun - Brassard) Garland (Oesterle - Keller) Dvorak (Kessel - Schmaltz)                                                                 | 3–4–1   | 7   | Kuemper        | Gila River Arena   | [ fdm 8 ]  |
| 9  | 2/2    | Blues          | Saint-Louis | 3–4      | Dvorak (Pitlick - Caggiula) Dvorak (Schmaltz - Kessel) Schmaltz (Garland - Kessel)                                                                  | 3–5–1   | 7   | Kuemper        | Enterprise Center  | [ fdm 9 ]  |
| 10 | 4/2    | Blues          | Saint-Louis | 4–3      | Pitlick (Caggiula - Dvorak) Schmaltz (Garland - Oesterle) Garland (Demers - Oesterle) Dvorak                                                        | 4–5–1   | 9   | Raanta         | Enterprise Center  | [ fdm 10 ] |
| 11 | 6/2    | Blues          | Saint-Louis | 3–1      | Chychrun (Keller - Garland) Keller (Kessel - Oesterle) Chychrun (Garland)                                                                           | 5–5–1   | 11  | Kuemper        | Enterprise Center  | [ fdm 11 ] |
| 12 | 8/2    | Blues          | Saint-Louis | 4–3 (TF) | Garland (Keller - Schmaltz) · Dvorak (Schmaltz - Chychrun) · Keller (Dvorak - Chychrun) · TF : Schmaltz - Garland - Dvorak                          | 6–5–1   | 13  | Kuemper        | Enterprise Center  | [ fdm 12 ] |
| 13 | 12/2   | Blues          | Glendale    | 4–1      | Larsson (Oesterle - Hayton) | 6–6–1   | 13  | Kuemper        | Gila River Arena   | [ fdm 13 ] |
| 14 | 13/2   | Blues          | Glendale    | 5–4 (P)  | Garland Hayton (Keller - Chychrun) Schmaltz (Demers – Ekman-Larsson) Hunt (Fischer)                                                                 | 6–6–2   | 14  | Raanta         | Gila River Arena   | [ fdm 14 ] |
| 15 | 15/2   | Blues          | Glendale    | 0–1      | Keller (Schmaltz) | 7–6–2   | 16  | Kuemper        | Gila River Arena   | [ fdm 15 ] |
| 16 | 18/2   | Kings          | Glendale    | 3–2 (TF) | Garland (Keller - Schmaltz) · Kessel (Pitlick - Hunt) · TF : Schmaltz - Garland - Dvorak - Keller                                                   | 7–6–3   | 17  | Kuemper        | Gila River Arena   | [ fdm 16 ] |
| 17 | 20/2   | Kings          | Glendale    | 4–2      | Brassard (Ekman-Larsson - Kessel) Kessel (Oesterle – Ekman-Larsson)                                                                                 | 7–7–3   | 17  | Kuemper        | Gila River Arena   | [ fdm 17 ] |
| 18 | 22/2   | Ducks          | Glendale    | 3–4      | Dvorak Brassard (Garland - Kessel) Chychrun (Caggiula - Keller) Dvorak (Chychrun – Keller)                                                          | 8–7–3   | 19  | Kuemper        | Gila River Arena   | [ fdm 18 ] |
| 19 | 24/2   | Ducks          | Glendale    | 3–4 (TF) | Pitlick (Ekman-Larsson - Oesterle) · Chychrun (Garland - Kessel) · Kessel (Garland – Ekman-Larsson) · TF : Schmaltz - Garland - Dvorak              | 9–7–3   | 21  | Hill           | Gila River Arena   | [ fdm 19 ] |
| 20 | 26/2   | Avalanche      | Glendale    | 3–2      | Kessel (Dvorak - Chychrun) Caggiula (Garland - Kessel)                                                                                              | 9–8–3   | 21  | Hill           | Gila River Arena   | [ fdm 20 ] |
| 21 | 27/2   | Avalanche      | Glendale    | 6–2      | Keller (Hjalmarsson) Larsson (Crouse - Oesterle) | 9–9–3   | 21  | Raanta         | Gila River Arena   | [ fdm 21 ] |
| 22 | 3/3    | Kings          | Los Angeles | 3–2      | Keller (Oesterle – Ekman-Larsson) Schmaltz (Garland - Chychrun) Larsson                                                                             | 10–9–3  | 23  | Raanta         | Staples Center     | [ fdm 22 ] |
| 23 | 5/3    | Wild           | Glendale    | 5–1      | Keller (Oesterle - Hjalmarsson) | 10–10–3 | 23  | Raanta         | Gila River Arena   | [ fdm 23 ] |
| 24 | 6/3    | Wild           | Glendale    | 2–5      | Crouse (Garland – Schmaltz) Chychrun (Larsson - Brassard) Garland (Brassard - Keller) Pitlick (Hjalmarsson - Keller) Pitlick (Hjalmarsson - Dvorak) | 11–10–3 | 25  | Kuemper        | Gila River Arena   | [ fdm 24 ] |
| 25 | 8/3    | Avalanche      | Denver      | 3–2      | Brassard (Keller – Ekman-Larsson) Chychrun (Keller - Goligoski) Larsson (Ekman-Larsson - Kessel)                                                    | 12–10–3 | 27  | Raanta         | Ball Arena         | [ fdm 25 ] |
| 26 | 10/3   | Avalanche      | Denver      | 1–2 (P)  | Pitlick (Chychrun - Keller) | 12–10–4 | 28  | Raanta         | Ball Arena         | [ fdm 26 ] |
| 27 | 12/3   | Wild           | Saint-Paul  | 0–4      | | 12–11–4 | 28  | Hill           | Xcel Energy Center | [ fdm 27 ] |
| 28 | 14/3   | Wild           | Saint-Paul  | 1–4      | Kessel | 12–12–4 | 28  | Raanta         | Xcel Energy Center | [ fdm 28 ] |
| 29 | 16/3   | Wild           | Saint-Paul  | 0–3      | | 12–13–4 | 28  | Hill           | Xcel Energy Center | [ fdm 29 ] |
| 30 | 18/3   | Ducks          | Anaheim     | 2–3 (P)  | Garland (Schmaltz) Keller (Garland) | 12–13–5 | 29  | Hill           | Honda Center       | [ fdm 30 ] |
| 31 | 20/3   | Ducks          | Anaheim     | 5–1      | Brassard (Chychrun) Chychrun Brassard (Ekman-Larsson - Kessel) Brassard (Pitlick) Keller (Garland - Schmaltz)                                       | 13–13–5 | 31  | Raanta         | Honda Center       | [ fdm 31 ] |
| 32 | 22/3   | Avalanche      | Glendale    | 5–1      | Ekman-Larsson (Kessel - Pitlick) | 13–14–5 | 31  | Raanta         | Gila River Arena   | [ fdm 32 ] |
| 33 | 23/3   | Avalanche      | Glendale    | 4–5 (TF) | Chychrun (Crouse - Brassard) · Goligoski (Kessel - Larsson) · Crouse (Hayden - Goligoski) · Kessel (Keller) · TF : Schmaltz - Garland - Dvorak      | 14–14–5 | 33  | Hill           | Gila River Arena   | [ fdm 33 ] |
| 34 | 26/3   | Sharks         | Glendale    | 2–5      | Dvorak (Garland - Fischer) Schmaltz (Lyubushkin – Ekman-Larsson) Dvorak Hunt (Crouse - Brassard) Kessel (Keller – Ekman-Larsson)                    | 15–14–5 | 35  | Hill           | Gila River Arena   | [ fdm 34 ] |
| 35 | 27/3   | Sharks         | Glendale    | 0–4      | Keller Kessel (Ekman-Larsson - Keller) Kessel (Dvorak - Goligoski) Kessel (Keller - Schmaltz)                                                       | 16–14–5 | 37  | Hill           | Gila River Arena   | [ fdm 35 ] |
| 36 | 31/3   | Avalanche      | Denver      | 3–9      | Bunting (Goligoski – Schmaltz) Ekman-Larsson (Crouse) Garland (Bunting)                                                                             | 16–15–5 | 37  | Hill           | Ball Arena         | [ fdm 36 ] |
| 37 | 2/4    | Ducks          | Anaheim     | 4–2      | Larsson (Kessel - Gross) Pederson (Dvorak - Goligoski) Kessel (Schmaltz - Gross) Schmaltz (Gross)                                                   | 17–15–5 | 39  | Hill           | Honda Center       | [ fdm 37 ] |
| 38 | 4/4    | Ducks          | Anaheim     | 3–2 (P)  | Chychrun (Hayden - Goligoski) Chychrun (Schmaltz - Garland) Chychrun (Keller - Larsson)                                                             | 18–15–5 | 41  | Hill           | Honda Center       | [ fdm 38 ] |
| 39 | 5/4    | Kings          | Los Angeles | 5–2      | Bunting (Garland - Demers) Bunting (Chychrun - Goligoski) Brassard (Garland – Ekman-Larsson) Bunting (Chychrun - Goligoski) Dvorak (Larsson)        | 19–15–5 | 43  | Hill           | Staples Center     | [ fdm 39 ] |
| 40 | 7/4    | Kings          | Los Angeles | 3–4      | Crouse (Fischer - Chychrun) Lyubushkin (Crouse - Fischer) Larsson (Chychrun - Kessel)                                                               | 19–16–5 | 43  | Hill           | Staples Center     | [ fdm 40 ] |
| 41 | 9/4    | Golden Knights | Las Vegas   | 4–7      | Schmaltz (Goligoski - Garland) Hunt (Kessel - Larsson) Keller (Kessel - Dvorak) Bunting (Kessel - Schmaltz)                                         | 19–17–5 | 43  | Hill           | T-Mobile Arena     | [ fdm 41 ] |
| 42 | 11/4   | Golden Knights | Las Vegas   | 0–1      | | 19–18–5 | 43  | Hill           | T-Mobile Arena     | [ fdm 42 ] |
| 43 | 12/4   | Avalanche      | Denver      | 2–4      | Bunting (Ekman-Larsson - Kessel) Larsson (Hunt - Goligoski)                                                                                         | 19–19–5 | 43  | Prosvetov      | Ball Arena         | [ fdm 43 ] |
| 44 | 14/4   | Wild           | Saint-Paul  | 2–5      | Chychrun (Schmaltz - Goligoski) Kessel (Hunt - Larsson)                                                                                             | 19–20–5 | 43  | Raanta         | Xcel Energy Center | [ fdm 44 ] |
| 45 | 17/4   | Blues          | Glendale    | 2–3      | Goligoski (Schmaltz - Garland) Keller (Ekman-Larsson - Dvorak) Bunting (Chychrun - Fischer)                                                         | 20–20–5 | 45  | Kuemper        | Gila River Arena   | [ fdm 45 ] |
| 46 | 19/4   | Wild           | Glendale    | 5–2      | Fischer Goligoski (Chychrun - Keller) | 20–21–5 | 45  | Kuemper        | Gila River Arena   | [ fdm 46 ] |
| 47 | 21/4   | Wild           | Glendale    | 4–1      | Dvorak (Pederson - Kessel) | 20–22–5 | 45  | Kuemper        | Gila River Arena   | [ fdm 47 ] |
| 48 | 24/4   | Kings          | Los Angeles | 4–0      | Hayden (Brassard - Pederson) Crouse (Goligoski - Kessel) Chychrun (Goligoski) Kessel                                                                | 21–22–5 | 47  | Kuemper        | Staples Center     | [ fdm 48 ] |
| 49 | 26/4   | Sharks         | San José    | 4–6      | Bunting (Chychrun - Schmaltz) Keller (Schmaltz - Bunting) Chychrun (Goligoski - Hayden) Chychrun (Hunt - Brassard)                                  | 21–23–5 | 47  | Hill           | SAP Center         | [ fdm 49 ] |
| 50 | 28/4   | Sharks         | San José    | 2–4      | Kessel (Schmaltz - Keller) Larsson (Hjalmarsson - Hunt)                                                                                             | 21–24–5 | 47  | Kuemper        | SAP Center         | [ fdm 50 ] |
| 51 | 30/4   | Golden Knights | Glendale    | 0–3      | Hayden (Brassard - Demers) Bunting (Schmaltz) Fischer (Dvorak - Crouse)                                                                             | 22–24–5 | 49  | Hill           | Gila River Arena   | [ fdm 51 ] |
| 52 | 1/5    | Golden Knights | Glendale    | 3–2 (P)  | Fischer (Crouse - Chychrun) Dvorak (Keller – Ekman-Larsson)                                                                                         | 22–24–6 | 50  | Kuemper        | Gila River Arena   | [ fdm 52 ] |
| 53 | 3/5    | Kings          | Glendale    | 3–2      | Dvorak (Crouse - Fischer) Chychrun (Garland - Goligoski)                                                                                            | 22–25–6 | 50  | Kuemper        | Gila River Arena   | [ fdm 53 ] |
| 54 | 5/5    | Kings          | Glendale    | 4–2      | Ekman-Larsson (Garland - Bunting) Chychrun (Garland - Goligoski)                                                                                    | 22–26–6 | 50  | Hill           | Gila River Arena   | [ fdm 54 ] |
| 55 | 7/5    | Sharks         | San José    | 5–2      | Soderstrom (Ekman-Larsson - Garland) Garland (Chychrun) Kessel (Dvorak - Goligoski) Bunting (Garland) Jenik (Brassard - Kessel)                     | 23–26–6 | 52  | Kuemper        | SAP Center         | [ fdm 55 ] |
| 56 | 8/5    | Sharks         | San José    | 5–4 (P)  | Dvorak (Kessel – Ekman-Larsson) Dvorak (Fischer - Kessel) Jenik (Fischer - Soderstrom) Garland (Goligoski - Chychrun) Kessel                        | 24–26–6 | 54  | Hill           | SAP Center         | [ fdm 56 ] |

### Classement de l'équipe
L'équipe des Coyotes finit à la cinquième place de la division Ouest Honda et ne se qualifient pour les Séries éliminatoires, L'Avalanche est sacré champion de la division. Au niveau de la Ligue nationale de hockey, cela les place à la vingt-deuxième place, les premiers étant l'Avalanche du Colorado avec huitante-deux points.
| Clt   | Équipe                  | PJ | V  | D  | DP | BP  | BC  | Pts |
| ----- | ----------------------- | -- | -- | -- | -- | --- | --- | --- |
| +001, | Avalanche du Colorado   | 56 | 39 | 13 | 4  | 197 | 133 | 82  |
| +002, | Golden Knights de Vegas | 56 | 40 | 14 | 2  | 191 | 124 | 82  |
| +003, | Wild du Minnesota       | 56 | 35 | 16 | 5  | 181 | 160 | 75  |
| +004, | Blues de Saint-Louis    | 56 | 27 | 20 | 9  | 169 | 170 | 63  |
| +005, | Coyotes de l'Arizona    | 56 | 24 | 26 | 6  | 153 | 176 | 54  |
| +006, | Kings de Los Angeles    | 56 | 21 | 28 | 7  | 143 | 170 | 49  |
| +007, | Sharks de San José      | 56 | 21 | 28 | 7  | 151 | 199 | 49  |
| +008, | Ducks d'Anaheim         | 56 | 17 | 30 | 9  | 126 | 179 | 43  |

- En gras : champion de la saison régulière
- En italique : qualifié pour les séries éliminatoires

Avec cent-cinquante-trois buts inscrits, les Coyotes possèdent la vingt-troisième attaque de la ligue, les meilleures étant l'Avalanche du Colorado avec cent-nonante-sept buts comptabilisés et les moins performants étant les Ducks d'Anaheim avec cent-vingt-six buts. Au niveau défensif, les Coyotes accordent cent-septante-six buts, soit une vingt-deuxième place pour la ligue, les Golden Knights de Vegas est l'équipe qui a concédé le moins de buts (cent-vingt-quatre) alors qu'au contraire, les Flyers de Philadelphie en accordent deux-cent-un buts.

### Les meneurs de la saison
Philip Kessel est le joueur des Coyotes qui a inscrit le plus de buts (vingt), le classant à la 34e position au niveau de la ligue. Ce classement est remporté par Auston Matthews des Maple Leafs de Toronto avec quarante et une réalisations. 
Le joueur comptabilisant le plus d'aides chez les Coyotes est Connor Garland avec vingt-sept aides, ce qui le classe au 57e rang au niveau de la ligue. le meilleur étant Connor McDavid des Oilers d'Edmonton avec septante et une passes comptabilisées. 
Philip Kessel, obtenant un total de quarante-trois points est le joueur des Coyotes le mieux placé au classement par point, terminant à la 61e place au niveau de la ligue. Connor McDavid en comptabilise cent-quatre pour remporter ce classement. 
Au niveau des défenseurs, Jakob Chychrun est le défenseur le plus prolifique de la saison avec un total de quarante et un points, terminant à la 11e place au niveau de la ligue. Tyson Barrie des Oilers d'Edmonton est le défenseur comptabilisant le plus de points avec un total de quarante-huit. 
Concernant les Gardien, Darcy Kuemper accorde soixante-six buts en mille-cinq-cent-quarante-sept minutes, pour un pourcentage d’arrêt de nonante, sept, Adan Hill accorde quarante-six buts en mille-six minutes, pour un pourcentage d'arrêt de nonante et un, trois et Antti Raanta accorde, quant à lui, trente-huit buts en six-cent-septante-neuf minutes, pour un pourcentage d'arrêt de nonante, cinq.Jack Campbell est le gardien ayant accordé le moins de buts (quarante-trois) et Connor Hellebuyck le plus (cent-douze), Hellebuyck est également le gardien disputant le plus de minutes de jeu (deux-mille-six-cent-deux), Alexander Nedeljkovic est le gardien présentant le meilleur taux d’arrêts avec (nonante-trois, deux) et Carter Hart le pire (huitante-sept, sept.
A propos des recrues, Michael Bunting comptabilise treize points, finissant à la 21e place au niveau de la ligue. Kirill Kaprizov du Wild du Minnesota est la recrue la plus prolifique avec un total de cinquante et un point.
Enfin, au niveau des pénalités, les Coyotes ont totalisé quatre-cent-quarante-six minutes de pénalité dont quarante-six minutes pour Lawson Crouse, ils sont la dix-septième équipe la plus pénalisée de la saison. Le joueur le plus pénalisé de la ligue est Tom Wilson des Capitals de Washington avec nonante-six minutes et l'équipe la plus pénalisée est le Lightning de Tampa Bay.